# Ädelfors guldgruva

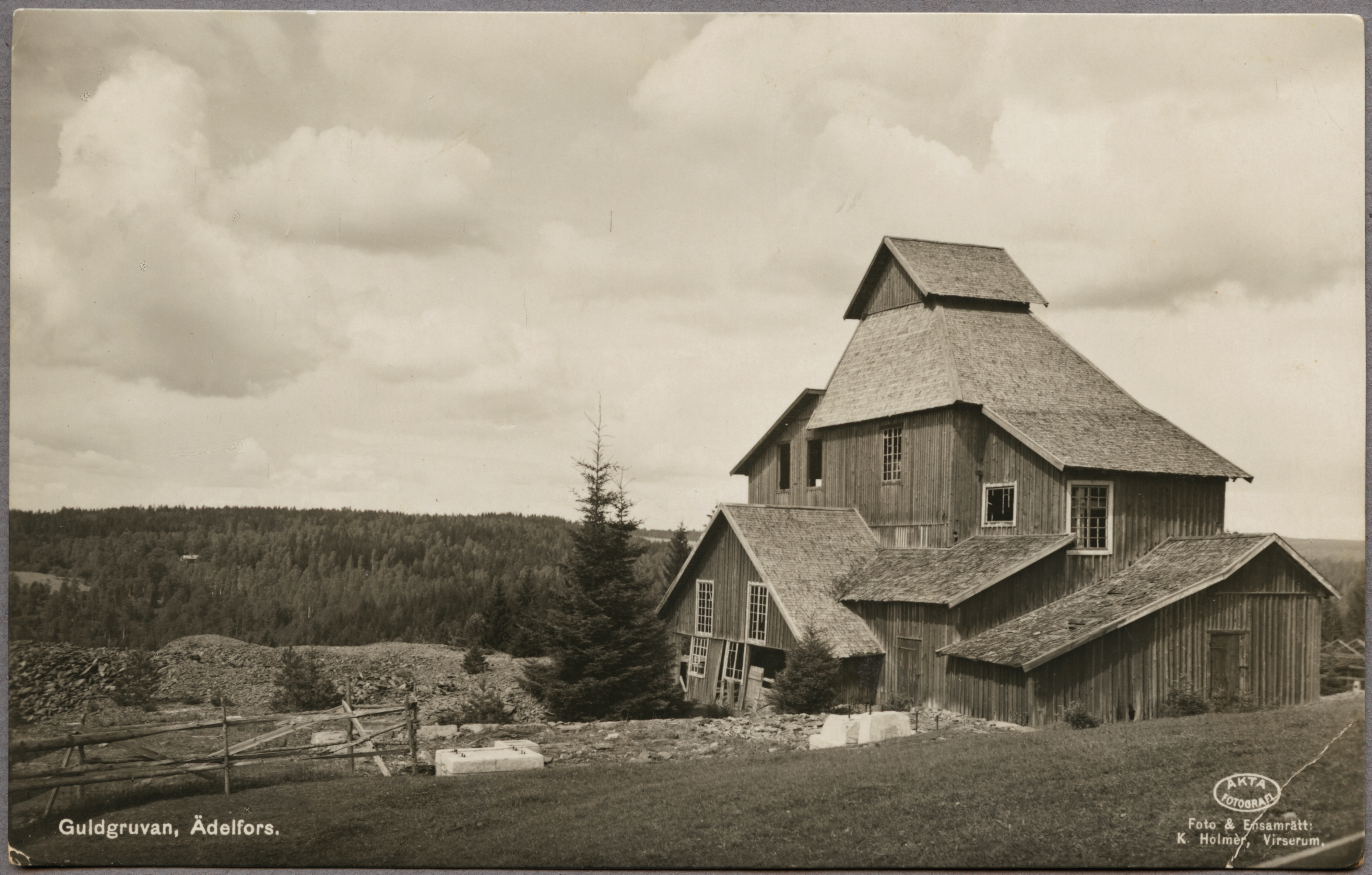
Guldgruvan i Ädelfors cirka 1927

Ädelfors guldgruva i Vetlanda kommun i Småland var Sveriges första guldgruva. Under nästan två sekler bedrevs guldbrytning i varierande omfattning i gruvan i Ädelfors.

## Historik
Bergmästaren för södra Sverige, Anton Swab, inrapporterade år 1737 till Bergskollegium att ett kopparmalmsstreck påträffats vid Gyafors (idag Ädelfors) i mellersta Småland, vid Emåns översta lopp. Fyndet föranledde vidare undersökningar, och en skogvaktare och en bonde påträffade följande år ett malmstreck. Prov skickades till Bergskollegium, undersöktes i kollegiets "proberkammare" och befanns innehålla guld i rik mängd, inte mindre än 5%, samt en mindre andel silver.
Upptäckten av guld i Sverige väckte stort uppseende. Swab reste själv till platsen och fann nya guldmalmsstreck. Ett bolag bildades, i vilket kronan ingick som delägare, och man döpte om Gyafors till Ädelfors. År 1741 skedde den första guldsmältningen, och 64 dukater slogs av den utvunna ädelmetallen. Nya guldmalmsfyndigheter upptäcktes alltjämt, och en rad personer i trakten sysslade med malmletning.

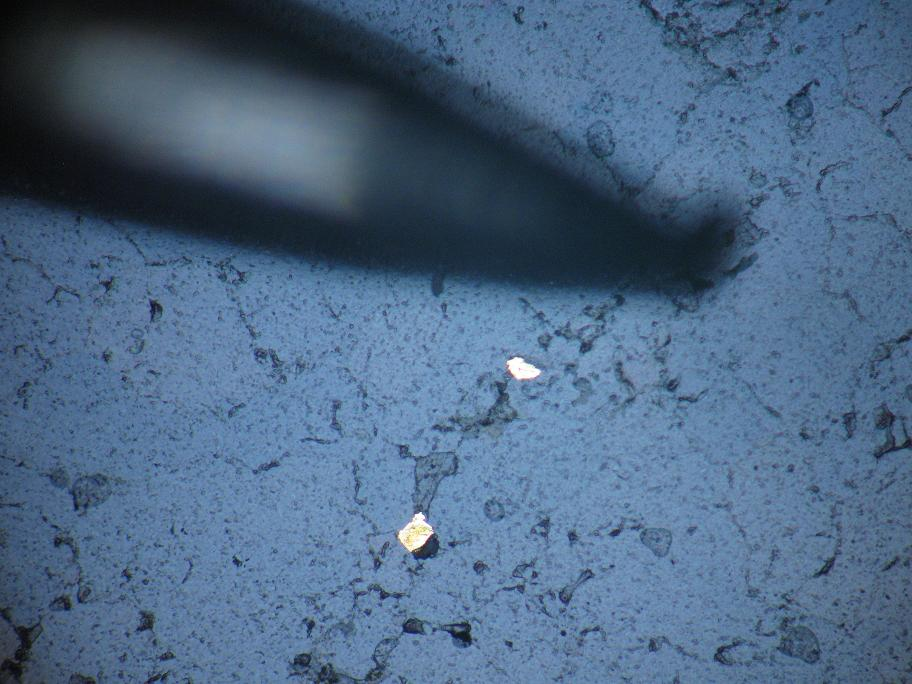
Guldkorn i kvartsgång från Germunderyd utanför Ädelfors. Spetsen av en knappnål syns som skala.

År 1743 avsade sig dock de enskilda bolagsmännen sin andel i gruvan, och efter denna tid drevs bergsbruket enbart för kronans räkning. Guldmalmen hade inte alls uppfyllt de förväntningar som den först undersökta provstuffen gett upphov till. Redan på sommaren 1741, när Carl von Linné besökte Ädelfors, fann han "bruksfolket och kringboende mycket missnöjda, talandes om alla inrättningarna med förakt, vedervilja och spådde olycklig utgång". Det blev heller aldrig någon vinst på företaget. Resultatet förbättrades dock något genom de nya metoder för utvinning av guld som infördes mot slutet av 1700-talet av Anton Swabs brorsons son och namne, som då var direktör för gruvan. Han hade studerat de ungerska bergverken och införde den metod som nyss blivit uppfunnen där, att krossa den guldförande kvartsen till ett fint pulver. Detta pulver fick sedan genomgå vaskning samt rostning och lades därpå tillsammans med kvicksilver i roterande tunnor. Kvicksilvret förenade sig då med guldet till amalgam, vilket sedan bara behövde upphettas i en järnretort för att kvicksilvret skulle bortgå i gasform. Malmkrossningen ägde rum vid ett par vattenfall i Emån nedanför Ädelfors.
Det årliga utbytet av guld utgjorde vanligen 1–2 kg. År 1773 ska enligt uppgift 12 000 dukater ha slagits av det guld som utvunnits vid Ädelfors. Men vinsten räckte aldrig till att göra guldverket oberoende av statens anslag. Nära 2 000 riksdaler krävde det om året. Men bergmästarna ansåg dock pengarna vara väl använda, särskilt därför att Ädelfors guldverk betraktades som ett slags "bergsmannaskola" för södra Sverige, där befolkningen i denna del av riket kunde utbildas till skickliga bergsmän, som sedan kunde bli till stor nytta i andra svenska gruvor.

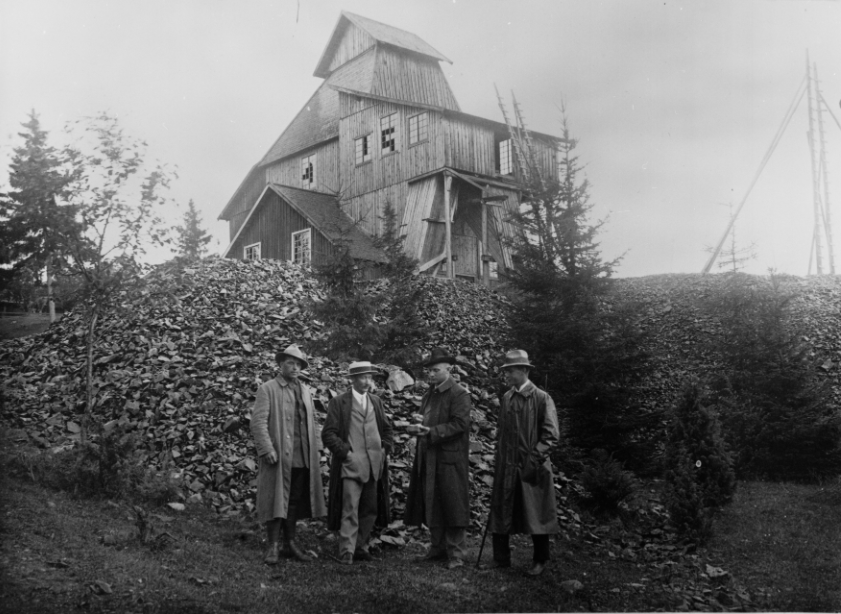
Lave vid Adolf Fredriks schakt.

År 1801 tog Anton Swab d. y. guldverket med tillhörande gårdar m. m. på arrende mot en årlig avgift av 150 speciedukater, slagna av guld, som tagits ur gruvan. Men Schwab avled 1809, och den man som då övertog arrendet tycks redan vid dess tillträdande ha varit konkursmässig. Han lät guldverket förfalla och använde de körslor, som arrendet gav honom rätt till, till allt möjligt annat än gruvdriften. Peter Wieselgren uppger att då han år 1815 besökte Ädelfors fann han sammanlagt två man nere i gruvan – och de tillverkade träskor. Men när de fick syn på främlingen började de borra.
Gruvverken fortsatte att förfalla ända till år 1822, då arrendatorn till slut dömdes arrendet förlustig. Därefter utbjöds gruvorna till avgiftsfritt arrende, men ingen spekulant anmälde sig. Det dröjde nära ett halvt sekel innan något försök gjordes att återuppta gruvdriften vid Ädelfors. Ett bolag bildades år 1869 för gruvornas bearbetande, men det stannade vid några mindre försöksarbeten. De större gruvorna, som nu var vattenfyllda, bearbetades inte. Bolaget upplöstes följande år, och dess inmutningar såldes för ett mindre belopp till Lessebo aktiebolag. År 1892 sålde bolaget gruvorna med en del egendomar till en tysk, som bildade "Ädelfors guldverksaktiebolag". Nu återupptogs gruvdriften och bedrevs i ganska stor skala till slutet av 1890-talet, då den plötsligt avbröts.
Sedan dess har arbetet legat nere. Den guldmängd som utvunnits ur Ädelfors gruvor uppgår sammanlagt till 222 kg, varav hälften var ett resultat av 1890-talets guldbrytning. Malmens guldhalt har visat sig vara mycket växlande även inom samma gruva. I Adolf Fredriks schakt, som är 235 meter djupt, var guldhalten under år 1897 i medeltal endast 18 gram per ton, alltså oerhört mycket mindre än i den provstuff som först undersöktes. Denna utgjordes dock av en klump svavelkis, och i detta mineral är guldhalten proportionsvis många gånger större än i kvartsen i allmänhet.
Sedan 1737 har det hittats guld på 90 platser i bergen runt Ädelfors. När gruvan lades ned 1889 var lägsta brytningsnivå mer än 300 meter under markytan. Senare har gjorts nya fynd, som varit alltför små för att man skulle återuppta gruvdriften.

## Geologi
De guldförande kvartsgångarna i Ädelfors bildades för omkring 1,75 miljarder år sedan, då den vulkaniska aktiviteten i denna del av världen var hög. Malmbildningen var hydrotermal, det vill säga guldådrorna bildades (mycket förenklat) av geisrar. Kvartsgångssystemet i Ädelfors med omnejd är ett så kallat mesozonalt guldsystem som bildades på 5 till 10 km djup under markytan. Denna typ av guldförekomster är en av världens viktigaste guldmalmer som med små lokala variationer förekommer över hela jorden. Gångarna består typiskt av mestadels kvarts med en mindre andel järnrik dolomit (magnesium-kalciumkarbonat) och upp till 5 % sulfid- eller oxidmineral. Sulfiderna består mestadels av pyrit (FeS2) och kopparkis (CuFeS2) samt något magnetkis (FeS). Ett oxidmineral observerat i Ädelfors är magnetit (Fe3O4).
När berg vittrar, blir resultatet till största delen lera men motståndskraftiga mineral som kvarts, guld eller oxidmineral bildar sten, grus och sand. Det vittrade materialet hamnar så småningom i dalgångarna mellan bergen. Där tar älvar, åar och bäckar hand om gruset, sorterar det och transporterar det vidare ut mot havet. Om bergen innehåller guld,  som de gör runt Ädelfors, innehåller det vittrade gruset guldkorn. Genom Ädelfors rinner Emån och gruset i strandbankarna är guldförande. I och med detta bedrivs en ny guldnäring Ädelfors, guldvaskning.
| År        | Mängd       |
| --------- | ----------- |
| 1739–1822 | cirka 86 kg |
| 1870–1890 | ?           |
| 1890–1898 | 55,3 kg     |
| 1915–1916 | ?           |

## Källhänvisningar
1. ↑  Svenskt guld, Carl Sahlin, RIG nr 3-4, 1928, sid 104.
2. 1 2  Grimberg, Carl. ”183 (Svenska folkets underbara öden / VI. Frihetstidens höjdpunkt och slut 1739-1772)”. runeberg.org. https://runeberg.org/sfubon/6/0187.html. Läst 11 juli 2021.
3. 1 2 3 4  Grimberg, Carl. ”184 (Svenska folkets underbara öden / VI. Frihetstidens höjdpunkt och slut 1739-1772)”. runeberg.org. https://runeberg.org/sfubon/6/0188.html. Läst 11 juli 2021.
4. 1 2 3 4  Grimberg, Carl. ”185 (Svenska folkets underbara öden / VI. Frihetstidens höjdpunkt och slut 1739-1772)”. runeberg.org. https://runeberg.org/sfubon/6/0189.html. Läst 11 juli 2021.
5. ↑  ”Ädelfors gruvmuseum”. Vetlanda kommun. Arkiverad från originalet den 23 juni 2013. https://archive.is/20130623234027/http://www.vetlanda.se/vanstermeny/kulturfritid/museer/adelforsgruvmuseum.4.1ee9e14d125fea154cf8000380.html. Läst 15 juni 2013.